# Martial Courtet
Pour les articles homonymes, voir Courtet.
Martial Courtet, né le 30 juillet 1976 à Porrentruy (originaire du Clos-du-Doubs), est une personnalité politique jurassienne, membre du Parti démocrate-chrétien (PDC).
Il est président du PDC jurassien de 2011 à 2015, puis ministre jurassien, à la tête du Département de la formation et de la culture. Il préside le gouvernement en 2020 et en 2025.

## Biographie
Martial Courtet naît le 30 juillet 1976 à Porrentruy. Il est originaire d'une autre commune du même district du canton du Jura, le Clos-du-Doubs. Il vient d'un milieu modeste : son père, Alain Courtet, est électricien, puis employé de commerce à la suite d'un accident ; sa mère, née Marie-Antoinette Vallat, cousine germaine de François Lachat, est aide concierge,. Il a un frère, prénommé Alexandre.
Après avoir obtenu sa maturité gymnasiale en 1996 au Lycée cantonal de Porrentruy, il étudie trois ans le français, l'histoire et la géographie à l'Université de Lausanne jusqu'à la demi-licence pour devenir enseignant du niveau secondaire. Il complète sa formation quelques années plus tard par un master en sciences de l'environnement à l'Université de Neuchâtel, décroché en 2014.
Une fois son certificat d'études pédagogiques en poche en 1999, il enseigne dans différentes écoles à Porrentruy. Il y fonde en parallèle une brasserie artisanale en 2003 y et cogère le bistrot Le Faucon. Il quitte Porrentruy pour un an en été 2005 pour mener des projets humanitaires au Cameroun, où il crée un brasserie artisanale, et au Pérou. À son retour, il redevient enseignant. Il laisse la brasserie à son frère en 2008 après avoir repris l'année précédente la présidence du club de basket de Boncourt, en grandes difficultés financières. Il occupe un poste de conseiller pédagogique au sein de l'administration jurassienne à partir de 2014,.
Il est marié à une avocate, Maëlle Courtet-Willemin, et père de quatre enfants. Il se déclare croyant et de confession catholique,,. Il habite à Delémont depuis son mariage en 2013,.

## Parcours politique
Sa foi et sa proximité avec François Lachat le font naturellement rejoindre les Jeunes démocrates-chrétiens.
Il est membre du Conseil de ville (législatif) de Porrentruy de 2008 à 2013 et siège au Parlement du canton du Jura de 2010 à 2013. Il doit remettre ces mandats en raison de son déménagement à Delémont. Il préside en parallèle le PDC jurassien de 2011 à 2015.
Il est élu au Gouvernement jurassien le 8 novembre 2015, en dernière position. Il prend ses fonctions à la tête du Département de la formation et de la culture le 18 décembre 2015,. Il est aisément réélu, en deuxième position, le 8 novembre 2020,.
Il préside le gouvernement jurassien en 2020 ainsi qu'en 2025.